# Addounia TV
Addounia TV (arabisch قناة الدنيا الفضائية, DMG qanāt ad-dunyā al-faḍāʾīya) ist ein privatrechtlicher Sender aus Syrien, welcher am 23. März 2007 auf Sendung ging.
Addounia TV ist über Satellit in Syrien, Europa und denn arabischen Ländern empfangbar.
Im syrischen Bürgerkrieg hat der Sender sich auf die Seite der Regierung gestellt.

## Programme
Auf Addounia werden fünfmal täglich Nachrichten ausgestrahlt:um 02:00 ,11:00 ,14:00 ,17:00 und 20:00 (nach Damaskus zeit).
Andere Sendungen sind unter anderem: 
- Sabah al Khair (Guten Morgen, صباح الخير)
- 7 Days (7 Tage)
- Syrische Serien
- Shi Chic (etwas schickes, شي شيك)
- All Sports (Alle Sportarten)
- Ain Ala al Hadas (Ein Auge auf das Geschehen, عين على الحدث)
- Weekend (Wochenende)
- Drama Zoom (دراما زووم)
- Cinema in (im Kino)
- Sa'a Houra (Freie Stunde, ساعة حرة)
- Main News Bulletin (نشرة الأخبار الرئيسية)
- from the newsroom (من غرفة الأخبار)
- Shabab Tube (Youth Tube, شباب تيوب)
- Sahtak ala Addounia (deine Gesundheit auf Addounia, صحتك بالدنيا) with Dr. Dana Al-Hamwi